# Didinium
Didinium és un gènere de protists ciliats unicel·lulars que compta amb unes 10 espècies. Totes elles són carnívores de vida lliure. La majoria es troben en aigües dolces i aigües salobres, però hi ha tres espècies que són marines. La seva dieta és principalment de Paramecium, però també altres ciliats. Algunes espècies com D. gargantua, també s'alimenten de protists no ciliats incloent dinoflagel·lats, cryptomonadae i algues verdes
Els Didinia tenen forma arrodonida, oval o forma de barril i la seva llargada va de 50 a 150 micròmetres. El seu cos està encerclat per dos bandes de cilis o pectinel·les. Això el distingeix del gènere Monodinium, el qual té una sola banda excepte durant la divisió cel·lular. Les pectinel·les serveixen per moure els Didinium dins l'aigua.
Com tots els ciliats, Didinia es reprodueix asexualment via la fissió binària o sexualment per conjugació.

## Història

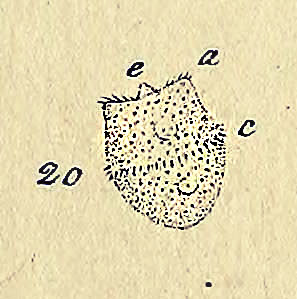
Vorticella nasuta, d'O. F. Müller, 1786

Didinium va ser descobert durant el segle xviii pel naturalista O.F. Müller i va ser descrit en la seva obra Animalcula Infusoria sota el nom de Vorticella nasuta. El 1859, Samuel Friedrich Stein va traslladar aquesta espècie al nou gènere Didinium, dins l'ordre Peritricha, junt amb altres ciliats amb un serrell de cilis com Vorticella i Cothurnia. Més tard Otto Bütschli, va traslladar Didinium a l'ordre Holotricha. El 1974, John. O. Corliss creà l'ordre Haptorida, dins la subclasse Haptoria, per les "formes rapaces carnívores" com Didinium, Dileptus i Spathidium. Aquest grup es va posar a la classe Litostomatea Small & Lynn, 1981.
Els ciliats haptorianes no formen un grup monofilètic.

## Taxonomia
- Didinium alveolatum Kahl, 1930
- Didinium armatum Penard, 1922
- Didinium balbianii Fabre-Domergue, 1888
- Didinium bosphoricum Hovasse, 1932
- Didinium chlorelligerum Kahl, 1935
- Didinium faurei Kahl, 1930
- Didinium gargantua Meunier, 1910
- Didinium impressum Kahl, 1926
- Didinium minimum
- Didinium nasutum(Müller, 1773) Stein, 1859